# جايسون سميث (لاعب كرلنغ)
جايسون سميث (بالإنجليزية: Jason Smith)‏ هو لاعب كرلنغ أمريكي، ولد في 18 سبتمبر 1983 في روبينسدل في الولايات المتحدة.

## وصلات خارجية
- جايسون سميث على موقع الاتحاد الدولي للكرلنغ (الإنجليزية)
- جايسون سميث على موقع اللجنة الأولمبية الدولية (الإنجليزية)
- جايسون سميث على موقع أوليمبيديا (الإنجليزية)
- جايسون سميث على موقع اللجنة الأولمبية والبارالمبية الأمريكية (الإنجليزية)